# Samuele Schiavina
Samuele Schiavina (Ferrara, 5 giugno 1971 – Bologna, 26 ottobre 2016) è stato un ciclista su strada italiano, professionista dal 1994 al 1999.

## Carriera
Divenuto professionista nel 1994, con la Carrera Jeans di Claudio Chiappucci e Marco Pantani, milita successivamente nell'Asics e Riso Scotti, chiudendo la carriera tra i professionisti nel 1999 con 8 vittorie all'attivo: una tappa nella Vuelta y Ruta de Mexico 1994, tre alla Vuelta a Burgos e due alla Volta a Galicia nel 1994; una tappa alla Challenge de Mallorca e una alla Vuelta a Asturias nel 1995. 
È morto per le conseguenze di un incidente stradale in moto avvenuto il 22 settembre 2016 a Reno Centese.

## Palmarès

### Strada
- 1993 (Dilettanti, quattro vittorie)

Coppa Caduti di Reda
Trofeo Mario Pizzoli
Trofeo Minardi
Trofeo Internazionale Bastianelli
- 1994 (Carrera Jeans-Tassoni, sei vittorie)

8ª tappa Vuelta y Ruta de Mexico (Guadalajara > Guadalajara)
1ª tappa Vuelta a Burgos (Burgos > Briviesca)
3ª tappa Vuelta a Burgos (Salas de los Infantes > Miranda de Ebro)
5ª tappa Vuelta a Burgos (Burgos > Burgos)
2ª tappa Volta a Galicia
5ª tappa Volta a Galicia
- 1995 (Carrera Jeans-Tassoni, due vittorie)

Trofeo Manacor
4ª tappa Vuelta a Asturias (Cangas de Onís > Gijón)

#### Altri successi
- 1994 (Carrera Jeans-Tassoni)

Classifica a punti Vuelta a Burgos

## Piazzamenti

### Grandi Giri
- Giro d'Italia

1994: ritirato (7ª tappa)
1999: 99º
- Tour de France

1998: ritirato (4ª tappa)
- Vuelta a España

1997: 102º
1999: ritirato (9ª tappa)

### Classiche monumento
- Parigi-Roubaix

1998: ritirato
1999: ritirato